# Brzetysław II
Brzetysław II (ur. ok. 1060, zm. 22 grudnia 1100) – książę Czech z dynastii Przemyślidów od 14 września 1092 roku.
Był najstarszym synem króla Czech Wratysława II i jego żony Adelajdy. Wstąpił na tron po krótkim, ośmiomiesięcznym panowaniu swojego stryja Konrada I. Słynął ze swojej walki z poganami. W 1093 najechał Śląsk i ponownie przyłączył do Czech ziemię kłodzką. Za jego rządów w roku 1096 doszło do pogromu Żydów. W roku 1098 Brzetysław kazał skonfiskować żydowskie majątki. 
Brzetysław II poślubił we wrześniu 1094 Ludgardę von Bogen. Miał syna Brzetysława.
| 4. Brzetysław I           |  |                       |  |  |                  |
|                           |  | 2. Wratysław II       |  |  |                  |
| 5. Judyta ze Schweinfurtu |  |                       |  |  |                  |
|                           |  |                       |  |  | 1. Brzetysław II |
| 6. Andrzej I węgierski    |  |                       |  |  |                  |
|                           |  | 3. Adelajda węgierska |  |  |                  |
| 7. Anastazja Jarosławówna |  |                       |  |  |                  |
|                           |  |                       |  |  |                  |